# Ratpenat de ferradura de Mindanao
El ratpenat de ferradura de Mindanao (Rhinolophus inops) és una espècie de ratpenat de la família dels rinolòfids. Viu a les Filipines. El seu hàbitat natural és el bosc primari on és comú i abundant a les terres baixes i boscos montans, i només poques vegades es troba en el bosc secundari i bosc cobert de molsa. No hi ha cap amenaça significativa per a la supervivència d'aquesta espècie, tot i que està afectada per la pèrdua d'hàbitat forestal.